# Левицький Марк Юрійович
Марк Ю́рійович Леви́цький (* 10 березня 1930, Суми — †26 травня 2014, Донецьк) — український спортивний журналіст. Заслужений журналіст України. Віце-президент футбольного клубу «Шахтар».

## Біографія
Народився 10 березня 1930 року в місті Суми. Коли йому було чотири роки, батька перевели до Москви, де він працював в управлінні будівництва метрополітену. Майже 20 років родина прожила в Москві. З п'ятого по десятий клас навчався в 281-й школі. Його однокласниками були легендарний у майбутньому капітан футбольного клубу «Спартак» та збірної СРСР Ігор Нетто і знаменитий кінорежисер Георгій Данелія. У середині 50-х повернувся в Україну де почав працювати в Донецьку. Свій перший звіт про футбольний матч він написав у 1957 році. Відтоді з-під його пера вийшли більш як тисяча заміток і статей, як телекоментатор він провів понад 500 репортажів. У спортивній журналістиці провів більш як 50 років і встиг залишити своїм послідовникам величезний спадок. Вів авторську програму «Футбольні посиденьки з Марком Левицьким». Тісно співпрацював з провідним спортивним друкованим виданням — газетою «Команда». Був віце-президентом футбольного клубу «Шахтар». Працював консультантом з питань історії футбольного клубу «Шахтар». 26 травня 2014 року помер в місті Донецьк.